# Formica suecica
Formica suecica é uma espécie de formiga do gênero Formica, pertencente à subfamília Formicinae.